# Tristia
Tristia (iriska: Troiste) är ett berg i republiken Irland.   Det ligger i grevskapet Maigh Eo och provinsen Connacht, i den nordvästra delen av landet, 220 km väster om huvudstaden Dublin. Toppen på Tristia är 325 meter över havet, eller 214 meter över den omgivande terrängen. Bredden vid basen är 2,6 km.
Terrängen runt Tristia är kuperad söderut, men norrut är den platt.Runt Tristia är det mycket glesbefolkat, med 7 invånare per kvadratkilometer. Närmaste större samhälle är Ballina, 19,1 km nordost om Tristia. Trakten runt Tristia består i huvudsak av gräsmarker.